# Ryszard Maciejkianiec
Ryszard Maciejkianiec (lit. Ryšard Maceikianec, Ryšardas Maceikianecas; ur. 28 czerwca 1947 w Koniuchach) – litewski prawnik, polityk, w latach 1990–1996 poseł na Sejm Republiki Litewskiej, były lider nieistniejącej już Polskiej Partii Ludowej.

## Życiorys
Pochodzi z rodziny rolniczej od co najmniej 250 lat zamieszkałej na Wileńszczyźnie. W 1965 ukończył Wileńską Szkołę Pedagogiczną. W latach 1965–1969 pracował jako nauczyciel. W 1975 uzyskał stopień magistra prawa na Uniwersytecie Wileńskim.
Od 1973 do 1991 członek Komunistycznej Partii Litwy. Pracował w radzie rejonu Soleczniki. W pierwszych wolnych wyborach w 1990 zdobył mandat w Radzie Najwyższej LSRR. W marcu 1990 wstrzymał się od głosu podczas głosowania nad niezależnością Litwy od ZSRR.
W 1992 ponownie wybrany do Sejmu Litwy z jednomandatowego okręgu Wilno–Troki z poparciem Związku Polaków na Litwie.
W 1996 zakończył działalność parlamentarną, nadal jest jednak czynny w polskim życiu politycznym na Litwie. W latach 1997–2000 był radnym miasta Wilna. W lecie 2002 założył Polską Partię Ludową. W wyborach samorządowych w 2002 Maciejkiańcowi przypadł jedyny zdobyty na Litwie przez PPL mandat (w rejonie wileńskim), który zachował do 2007. Po odejściu z AWPL i likwidacji PPL był członkiem Związku Socjaldemokratycznego. W wyborach w 2012 bez powodzenia ubiegał się o mandat poselski z listy Drogi Odwagi.
Był redaktorem naczelnym tygodników: „Nasz gazeta” (1997–2001) i „Nasz Czas” (2001–2007). Od 2007 kierował redakcją internetowego wydania „Naszego czasu”. Obecnie jest redaktorem naczelnym portalu „Głos z Litwy - Pogoń.lt”. W 2000 założył wydawnictwo „Czas” (wydaje głównie książki polskich autorów związanych z WKL, Wilnem i Ziemią Wileńską). Jest redaktorem naczelnym portalu www.pogon.lt.
Obecnie deklaruje narodowość litewską.

## Życie prywatne
Żonaty z Lucyną Mickiewicz, ma dwójkę dzieci: syna Jarosława i córkę Renatę.